# Risque d'inondation
 (septembre 2024).
Le risque d'inondation est un risque naturel portant sur la probabilité d'inondation d'une zone.